# Tanichthys
Tanichthys è un genere di pesci d'acqua fredda appartenente alla famiglia Cyprinidae. 

## Etimologia
L'etimologia della parola Tanichthys deriva dal nome di un capo scout cinese di nome Tan, che fu il primo ad individuare questi pesci, + ichtys, pesce.

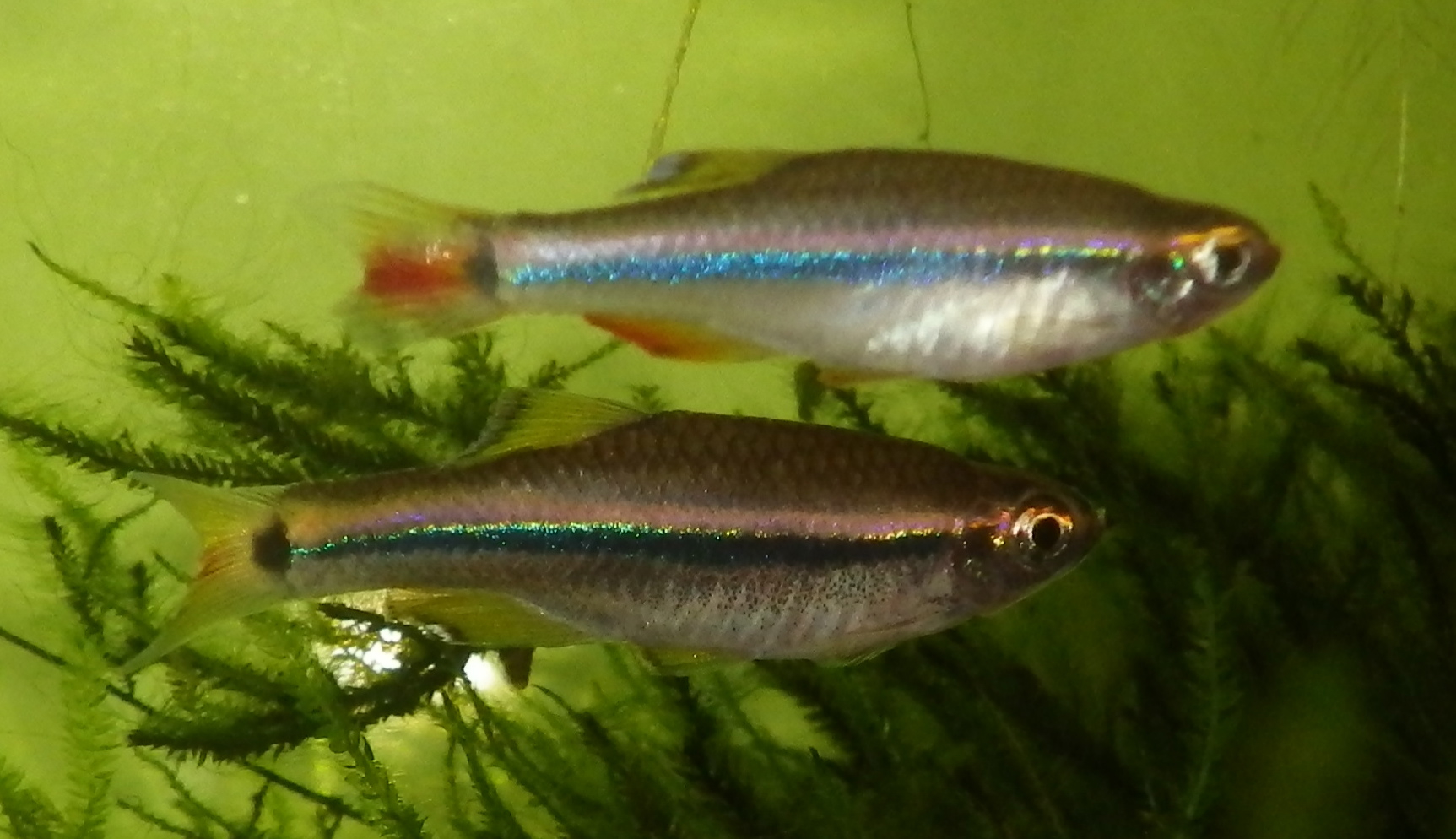
Tanichthys thacbaensis

## Distribuzione e habitat
Le tre sole specie del genere sono diffuse in Vietnam e Cina: abitano i fiumi con fondali sabbiosi e con corrente.

## Specie
Fino a tempi recenti l'unica specie conosciuta di questo genere era Tanichthys albonubes, tuttavia nel 2001  due nuove specie furono scoperte nel fiume Ben Hai, nella provincia Quang Binh, in Vietnam. 
- Tanichthys albonubes
- Tanichthys micagemmae
- Tanichthys thacbaensis